# 吴江路
吴江路，曾用名斜桥路、纳物巷，是位于上海市静安区的一条东西走向道路，南临威海路，北临南京西路。道路被石门一路与石门二路相隔，分东西两段。西段接茂名北路，止于石门一路；东段接南京西路与青海路。1943年10月，道路取江苏省吴江县名，命名吴江路（Wu Kian Road）。现为一条美食休闲街，拥有多家各式料理的餐馆。此外，吴江路还设有音乐喷泉和三处3处仿铜质的雕像。

## 历史
1880年，上海公共租界向区境扩张前，在静安寺路(今南京西路)南面辟筑了一条小型碎石子道路，名为斜桥路。此即现在的吴江路的前身。斜桥路原是一条狭窄的小马路，其西面与同孚路(今石门一路)相交叉，是条小河浜，名为石家浜(又称石浜)，浜上的桥称为斜桥。开埠后，因这条河浜幽静怡人，常有外侨情侣来此谈情说爱，此地就开始被称为Love Lane(译为爱情弄)。1885年，在吴江路麦特赫司脱路（今泰兴路）南端建起了张园游乐场，并实行对外营业，但在1918年后渐废，改建为里弄住宅。
至19世纪末，兴起填浜筑路，石家浜也被公共租界填埋，因河上的桥名为斜桥，故命名为斜桥路(又称斜桥弄)。1925年，马路向西延伸至麦特赫司脱路。1936年，道路又延筑至慕尔鸣路(今茂名北路)，由“参谋本部陆地测量总局”编绘的地图上标注，该路名为“纳物巷”(即英文路名之译音)。1939年，在吴江路80号开有一家仙乐大戏院，至1947年改名美华大戏院，主演话剧和越剧等。1943年10月，道路网基本形成今之规模，并更名为吴江路。2000年9月22日晚，吴江路美食休闲街开街。2008年，吳江路進行大規模改造，之後的吳江路改造為步行街区。

## 历史建筑
- 南京西路749号——静安大楼，建于1931年，已拆除
- 南京西路801～803号——同孚大楼，建于1935年
- 南京西路941号——中央公寓，建于1926年

## 交汇道路（西向东）
- 茂名北路
- 泰兴路
- 石门一路
- 青海路
- 南京西路